# Heliophila polygaloides
Heliophila polygaloides är en korsblommig växtart som beskrevs av Rudolf Schlechter. Heliophila polygaloides ingår i släktet solvänner, och familjen korsblommiga växter. Inga underarter finns listade i Catalogue of Life.